# Gorno Belewo
Gorno Belewo (bułg. Горно Белево) – wieś w południowej Bułgarii, w obwodzie Stara Zagora, w gminie Bratja Daskałowi. Według danych Narodowego Instytutu Statystycznego, 31 grudnia 2011 roku wieś liczyła 239 mieszkańców.

## Zabytki
W rejestrze zabytków znajduje się:
- wywierzysko Chałka Bunar